# Ludmila Weberová
Ludmila Weberová (10. února 1904 – ???) byla česká a československá politička Komunistické strany Československa a poválečná poslankyně Ústavodárného Národního shromáždění.

## Biografie
Za druhé světové války se podílela na odboji. V roce 1946 se uvádí jako úřednice, bytem Moravská Ostrava.
V parlamentních volbách v roce 1946 byla zvolena poslankyní Ústavodárného Národního shromáždění za KSČ. Setrvala zde do konce funkčního období, tedy do voleb do Národního shromáždění roku 1948.